# Coupe des clubs champions arabes de football 1989
Vous pouvez aider à l'améliorer ou bien discuter des problèmes sur sa page de discussion.
- Il n'est pas vérifiable et peut contenir des informations totalement erronées. Il est fortement conseillé aux contributeurs d'étayer son contenu par des sources fiables. Sans cela, sa suppression pourrait être envisagée. (si vous venez d'apposer le bandeau, veuillez cliquer sur ce lien pour créer la discussion et en afficher les indications). (Marqué depuis août 2025)
- Il peut contenir un travail inédit ou des déclarations non vérifiées. Vous pouvez l’améliorer en ajoutant des références. (Marqué depuis août 2025)

- Archive Wikiwix
- Bing
- Cairn
- DuckDuckGo
- E. Universalis
- Gallica
- Google
- G. Books
- G. News
- G. Scholar
- Persée
- Qwant
- (zh) Baidu
- (ru) Yandex
- (wd) trouver des œuvres sur Wikidata

Vous pouvez aider à l'améliorer ou bien discuter des problèmes sur sa page de discussion.
- Son admissibilité est à vérifier. Motif : manque de sources, absence de références, TI. Wikipédia n'est pas une base données. La seule source consultable est d'une pauvreté ! Énormément de données chiffrées invérifiables. Vous êtes invité à le compléter pour expliciter son admissibilité, en y apportant des sources secondaires de qualité. (Marqué depuis août 2025)
- Il ne cite pas suffisamment ses sources. Vous pouvez indiquer les passages à sourcer avec {{référence nécessaire}} ou {{Référence souhaitée}}, et inclure les références utiles en les liant aux notes de bas de page. (Marqué depuis août 2025)
- Son texte doit être wikifié : il ne correspond pas à la mise en forme Wikipédia (style, typographie, liens internes, liens entre les wikis, etc.). (Marqué depuis août 2025)

- Archive Wikiwix
- Bing
- Cairn
- DuckDuckGo
- E. Universalis
- Gallica
- Google
- G. Books
- G. News
- G. Scholar
- Persée
- Qwant
- (zh) Baidu
- (ru) Yandex
- (wd) trouver des œuvres sur Wikidata

Navigation
Sharjah 1988 Doha 1992
La Coupe arabe des clubs champions 1989 est la 7e édition de la Coupe Arabe des Clubs Champions de football. Organisée à Marrakech et Casablanca au Maroc, elle regroupe les clubs des pays arabes les plus performants de leurs championnats nationals (champion, vice-champion ou vainqueur de la coupe nationale). Après un tour préliminaire, les dix équipes sont réparties en deux poules de cinq et s'affrontent une fois, les 5 premiers clubs dans le groupe "A" (groupe de Marrakech) et les 5 deuxièmes clubs dans le groupe "B" (groupe de Casablanca). Les deux premiers de chaque groupe disputent la phase finale, en match à élimination directe.
C'est le club marocain du Wydad AC qui met fin au règne des clubs asiatiques en remportant cette édition, après avoir battu les saoudiens du Hilal FC sur le score de trois buts à un lors de la finale disputée au Stade El Harti à Marrakech. Il s'agit du premier succès des clubs africains dans cette compétition.

## Équipes participantes
- Ettifaq FC - Tenant du titre
- KAC Marrakech - Représentant du pays hôte
- Fanja SC - Vainqueur de la Coupe du Golfe des clubs champions et Coupe d'Oman
- Ansar CA - Vainqueur de la Coupe et Champion de Liban 1988
- WA Mogadishu - Champion de Somalie
- Mourada SC - Champion du Soudan
- Ahly SC - Champion d'Égypte
- JS Kabylie - Champion d'Algérie
- Hilal SFC - Vainqueur de la Coupe du Roi
- Muharraq - Vainqueur de la Coupe de Bahreïn
- Wydad AC - Vainqueur de la Coupe du Trône
- ES Sahel - Champion de la Tunisie 1987
- CA Air - Vice-champion d'Irak
- Centrale Laitière AS - A remplacé les FAR de Rabat

## Compétition

### Phase de qualifications
- Zone 1 (Marrakech) :
  - KAC Marrakech (Qualifié tant que leader du groupe)
  - Ettifaq FC (Qualifié tant que deuxième du groupe)

- Zone 2 (Riyad) :
  - 27/7/1989 Hilal 2-0 Mourada
  - 28/7/1989 Ahly SC 9-1 Matabeh
  - 30/7/1989 Hilal 1-1 Ahly SC
  - 31/7/1989 Mourada 5-2 Matabeh
  - 1/8/1989 Ahly     2-1 Mourada
  - 2/8/1989 Hilal    9-1 Matabeh

- Zone 3 (Sousse) :
  - 5/9/1989 ES Sahel 3-0 CLAS Casablanca
  - 7/9/1989 JS Kabylie 2-2 CLAS Casablanca
  - 10/9/1989 ES Sahel 1-1 JS Kabylie

- Zone 4 (Bagdad) :
  - 4/8/1989 Ansar  0-2 Tayaran
  - 6/8/1989 Tayaran 1-0 Ansar

### Phase de groupes
Groupe A :
| Rang | Équipe            | Pts | J | G | N | P | Bp | Bc | Diff |  | Résultats (▼ dom., ► ext.) |  |     |     |     |     |
| ---- | ----------------- | --- | - | - | - | - | -- | -- | ---- |  | -------------------------- |  | --- | --- | --- | --- |
| 1    | JS Kabylie        | 6   | 4 | 1 | 3 | 0 | 5  | 3  | +2   |  | JS Kabylie                 |  | 2-1 | 1-1 | 0-0 | 1-1 |
| 2    | Al-Hilal FC       | 6   | 4 | 2 | 0 | 2 | 4  | 4  | 0    |  | Al-Hilal FC                |  |     | 1-0 | 4-1 | 0-1 |
| 3    | Al-Qowa Al-Jawiya | 5   | 4 | 1 | 2 | 1 | 4  | 4  | 0    |  | Al-Qowa Al-Jawiya          |  |     |     | 2-2 | 3-0 |
| 4    | KAC Marrakech     | 5   | 4 | 1 | 2 | 1 | 4  | 6  | -2   |  | KAC Marrakech              |  |     |     |     | 1-0 |
| 5    | Al Muharraq Club  | 4   | 4 | 1 | 1 | 2 | 3  | 5  | -2   |  | Al Muharraq Club           |  |     |     |     |     |

 Groupe B :
| Rang | Équipe        | Pts | J | G | N | P | Bp | Bc | Diff |  | Résultats (▼ dom., ► ext.) |  |     |     |     |     |
| ---- | ------------- | --- | - | - | - | - | -- | -- | ---- |  | -------------------------- |  | --- | --- | --- | --- |
| 1    | ES Sahel      | 8   | 4 | 2 | 2 | 0 | 7  | 4  | +3   |  | ES Sahel                   |  | 3-1 | 1-1 | 2-2 | 1-0 |
| 2    | Wydad AC      | 7   | 4 | 2 | 1 | 1 | 5  | 3  | +2   |  | Wydad AC                   |  |     | 2-0 | 2-0 | 0-0 |
| 3    | Ettifaq FC    | 5   | 4 | 1 | 2 | 1 | 4  | 4  | 0    |  | Ettifaq FC                 |  |     |     | 1-1 | 2-0 |
| 4    | Al-Ansar Club | 5   | 4 | 1 | 2 | 1 | 4  | 5  | -1   |  | Al-Ansar Club              |  |     |     |     | 1-0 |
| 5    | Fanja Club    | 1   | 4 | 0 | 1 | 3 | 1  | 4  | -3   |  | Fanja Club                 |  |     |     |     |     |

### Phase finale
|  | Demi-finales | Demi-finales |                        |   | Finale | Finale |
|  | Demi-finales | Demi-finales |                        |   | Finale | Finale |
|  |              |              |                        |   |        |        |
|  |              |              |                        |   |        |        |
|  |              |              |                        |   |        |        |
|  | Al-Hilal FC  | 0(5)         |                        |   |        |        |
|  | Al-Hilal FC  | 0(5)         |                        |   |        |        |
|  | ES Sahel     | 0(4)         |                        |   |        |        |
|  | ES Sahel     | 0(4)         | Wydad AC               | 3 |        |        |
|  |              |              | Wydad AC               | 3 |        |        |
|  |              | Al-Hilal FC  | 1                      |   |        |        |
|  | JS Kabylie   | Al-Hilal FC  | 1                      | 2 |        |        |
|  | JS Kabylie   |              |                        | 2 |        |        |
|  | Wydad AC     | 3            |                        |   |        |        |
|  | Wydad AC     | 3            | Match pour la 3e place |   |        |        |
|  |              |              |                        |   |        |        |
|  |              |              |                        |   |        |        |
|  |              |              |                        |   |        |        |
|  | JS Kabylie   | 1            |                        |   |        |        |
|  | JS Kabylie   | 1            |                        |   |        |        |
|  | ES Sahel     | 0            |                        |   |        |        |
|  | ES Sahel     | 0            |                        |   |        |        |

| Coupe des clubs champions arabes Vainqueur 1989 |
| ----------------------------------------------- |
| Wydad Athletic Club Premier titre               |

## Récompenses accordées
- Coupe du meilleur buteur : Moussa Ndao du Wydad AC  6 buts (5.000 dollars)

- Coupe du meilleur joueur : Rachid Adghigh du JS Kabylie

- Coupe du meilleur gardien de but : Hamoud Soltane du Al Muharraq Club

- Coupe du fair play : Wydad AC